# San Muñoz
San Muñoz ist eine westspanische Kleinstadt und eine Gemeinde (municipio) mit 201 Einwohnern (Stand: 2024) in der Provinz Salamanca in der Region Kastilien und León. Neben dem Hauptort San Muñoz gehören zur Gemeinde die Ortschaften Agustínez, Buenabarba und Villa Adelfa sowie die Wüstung Gallegos de Huebra.

## Lage und Klima
Die ca. 785 m hoch gelegene Gemeinde San Muñoz befindet sich im Süden der altkastilischen Hochebene (meseta) am Río Huebra. 
Die Stadt Salamanca ist knapp 50 Kilometer in ostnordöstlicher Richtung entfernt. Das Klima im Winter ist durchaus kühl; die geringen Niederschlagsmengen (611 mm/Jahr) fallen – mit Ausnahme der nahezu regenlosen Sommermonate – verteilt übers ganze Jahr.

## Geschichte
Am 17. November 1812 kam es zum Gefecht bei San Muñoz. Die französischen Truppen unter Führung von Nicolas Jean-de-Dieu Soult warfen dabei die britischen Truppen unter dem Befehl von Arthur Wellesley, 1. Duke of Wellington, weiter hinter den Río Huebra zurück, die sich dann nach Portugal weiter zurückzogen. Damit war der von 1811 bis 1812 dauernde Kampf um Kastilien beendet.
Am 21. Dezember 1978 ereignete sich am Bahnübergang von San Muñoz ein folgenschwerer Unfall, als ein vollbesetzter (mit 84 Schulkindern überbesetzter) Schulbus mit einem Zug auf der Bahnstrecke von Medina del Campo nach Vilar Formoso, Teilstück Salamanca nach Fuentes de Oñoro, kollidierte. Dabei starben insgesamt 32 Menschen, in erster Linie Schulkinder. Der Bahnübergang war unbeschrankt, die Witterungsverhältnisse heiter, klar und trocken. Auf die Einfahrt in den Bahnübergang gab es freie Sicht. Ein Strafgericht befand, dass der Unfall durch die Unvorsichtigkeit des Busfahrers (vermutlich Ablenkung) verursacht wurde.

## Bevölkerungsentwicklung
| Jahr      | 1970 | 1981 | 1991 | 2001 | 2011 | 2021 |
| Einwohner | 642  | 433  | 426  | 351  | 281  | 209  |

Das kontinuierliche Bevölkerungswachstum der Gemeinde basiert im Wesentlichen auf dem Zuzug der durch die Mechanisierung der Landwirtschaft und der Aufgabe bäuerlicher Kleinbetriebe arbeitslos gewordenen Landbevölkerung (Landflucht), die günstigen Wohnraum nahe der Großstadt Salamanca suchte.

## Sehenswürdigkeiten
- Johannes-der-Täufer-Kirche (Iglesia de San Juan Bautista)
- Uhrenturm